# سوزبلاخ الصغرى
قرية سوزبلاخ الصغرى (بالكردية: سەوزبڵاخی بچووک)‏ هي إحدى قرى ناحية قورة تو في قضاء خانقين ضمن الحدود الإدارية لمحافظة السليمانية لأنها ضمن مناطق إدارة كرميان في إقليم كردستان العراق.